# Gran sello del estado de Virginia

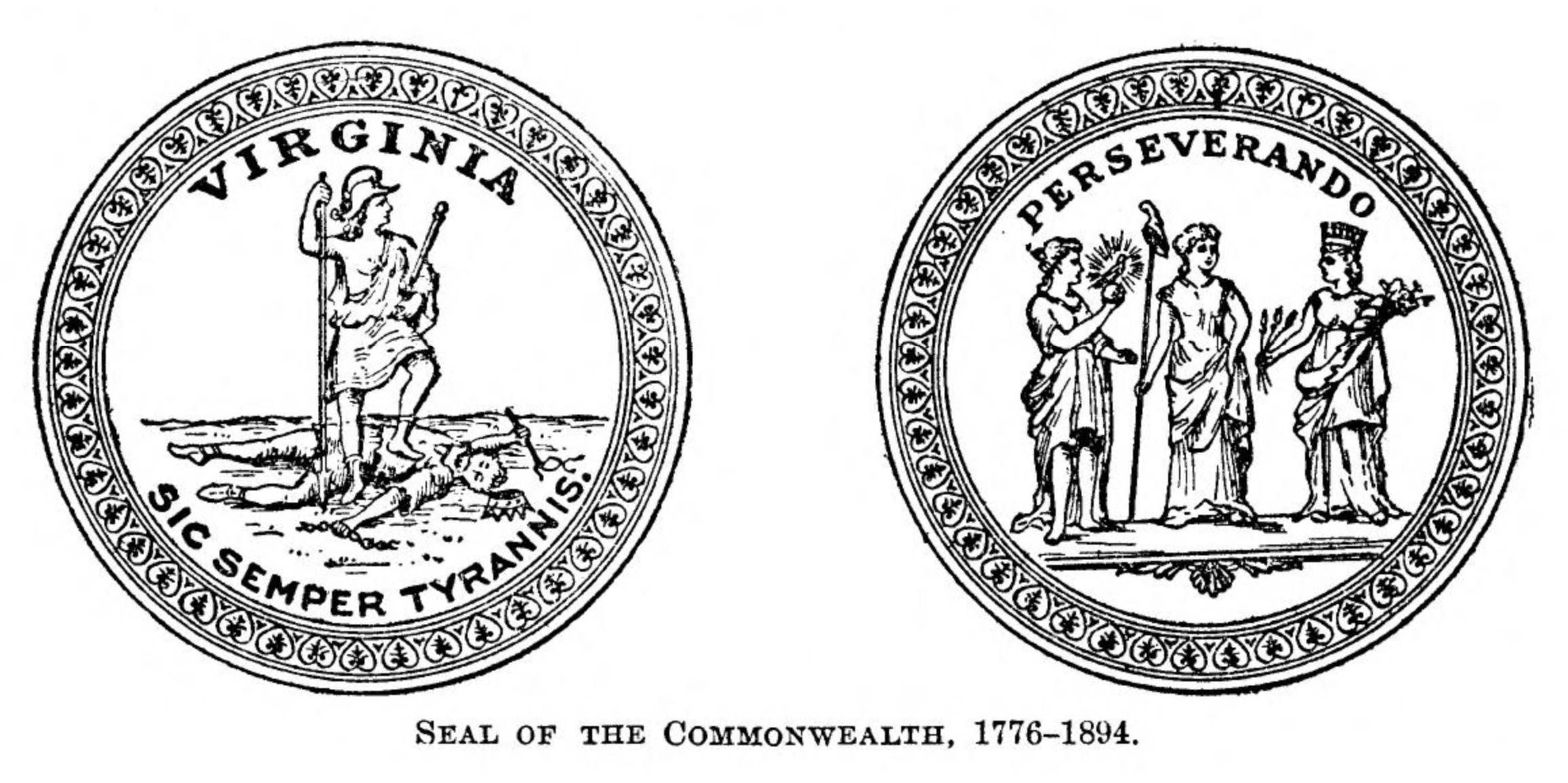
Los sellos de la Mancomunidad de Virginia.

Los sellos de la Mancomunidad de Virginia son los símbolos oficiales de la Mancomunidad de Virginia, Estados Unidos.

## Historia
En mayo de 1776 la colonia de Virginia declaró su independencia de Gran Bretaña. El 1 de julio de 1776, un comité de cuatro fue designado para hacer un sello apropiado para la Mancomunidad de Virginia. Los cuatro hombres fueron Richard Henry Lee, George Mason, George Wythe, y Robert Nicholas Carter. Cuatro días más tarde el informe de la comisión de un diseño del sello fue leído, y George Mason lo presentó al gobierno de Virginia. Fue votado y aprobado ese mismo día. No se sabe a ciencia cierta que los miembros del comité fueron los principales responsables para el diseño del sello, pero en general se cree que es principalmente el trabajo de George Wythe. 
Los creadores del sello no querían un diseño que de alguna manera se parecía al estilo de los escudos de armas usados en Gran Bretaña. Debido a la gran admiración por la república romana que sienten los líderes de Virginia, el diseño del nuevo sello fue tomado de la mitología de la antigua Roma. También se escogió un diseño de dos caras, como se muestra arriba.

## Diseño
El anverso del sello es el sello oficial de Virginia y es usado en todos los papeles y documentos oficiales del gobierno de la Mancomunidad, así como en su bandera. En este lado, una figura femenina personificando la virtud romana de Virtus fue seleccionada para representar el genio de la nueva Mancomunidad. Virtus de Virginia es una figura de la paz, de pie en una postura que indica una batalla ya ganada. Ella descansa en su larga lanza, su punto de vuelta hacia abajo hasta el suelo. Su otra arma, un parazonio, está revestida; es la espada de autoridad en lugar de la de combate. Virtus es típicamente mostrado con un pecho izquierdo al descubierto; lo que comúnmente se reconoce como el único uso de la desnudez entre los sellos de los estados de EE. UU..
La tiranía se encuentra postrada por debajo de los pies de Virtus, simbolizando la derrota de Gran Bretaña por Virginia. La corona real que ha caído al suelo a su lado simboliza la liberación de la nueva república desde el control monárquico de Gran Bretaña; Virginia y Nueva York son los únicos estados de los EE. UU. con una bandera o un sello que muestra una corona. La cadena rota en la mano izquierda representa la libertad de la tiranía de Virginia desde la restricción de Gran Bretaña del comercio colonial y la expansión hacia el oeste. El látigo inútil en la mano derecha significa el alivio de Virginia desde el azote de la tortura de los actos de castigo tales como las Leyes intolerables. Su túnica es de color púrpura, una referencia a Julio César y el rey etrusco de Roma, Tarquinio Prisco.
El lema seleccionado para el anverso del sello de Virginia es Sic semper tyrannis, o en Inglés, Así siempre a los tiranos. Esta es una cita derivada de los hechos famosos de la historia romana, atribuida a Bruto sobre su participación en el asesinato de Julio César. (César había sido nombrado dictador perpetuo de Roma en el mismo año, y algunos senadores que se cree tenían ambiciones para abolir la república romana y establecer a sí mismo como un monarca).
En el reverso de las fotos del sello las bendiciones de libertad y paz, representadas por tres diosas romanas. En el centro está la madrina Libertas la diosa de las libertades individuales. En su mano sostiene una varita mágica mostrando sus dones mágicos, en la parte superior de la varita cuelga un gorro frigio, también llamado gorro de la libertad - más tarde se hizo popular por los revolucionarios franceses.
A la izquierda de Libertas está Ceres, la diosa romana de la agricultura. En su mano izquierda está un cuerno de la abundancia desbordante con la abundancia de las cosechas de Virginia, mientras que en su mano derecha está un tallo enorme de trigo, representando uno de los principales cultivos de Virginia. Aeternitas, representando la eternidad de Virginia, se encuentra a la derecha de Libertas. En su mano derecha está una bola de oro, un emblema de autoridad, y encima de la bola está un Fénix, simbolizando la inmortalidad. En el sello de Virginia, el ave fénix representa un gobierno efectivo.
El lema adornando el reverso con su trío de Libertas, Ceres, y aeternitas es Perseverando, o en Inglés, Perseverante, un recordatorio a las generaciones futuras la necesidad de persistir en el mantenimiento de los beneficios de libertad. El borde ornamental a ambos lados del sello se compone de ramas de Parthenocissus quinquefolia, o comúnmente, Enredadera de Virginia. En 1930 otro comité fue encargado de estandarizar el diseño del sello debido a todas las variaciones que entraron en uso en los últimos años. Los sellos que ahora adornan las puertas del Pórtico Sur del Capitolio en Richmond fueron diseñados por Charles Keck. Lo que aprobó el comité fue básicamente la adopción del sello de 1776 como el estándar. En 1949, otra norma fue implementada, cuando la Comisión de Arte de Virginia define el esquema de color oficial para el sello. El Gran Sello y el sello menor son los mismos excepto por tamaño. El sello menor es utilizado en las comisiones de los funcionarios de la Mancomunidad y los notarios, y en otros documentos que permanecen dentro de los límites, o se refieren únicamente a, Virginia
Una broma común en Virginia, refiriendo a la imagen del sello y que data por lo menos tan lejos como la Guerra Civil, es que "Sic semper tyrannis" actualmente significa "Obtener el pie de mi cuello." 
En 2010, Ken Cuccinelli, procurador general de Virginia, dio a su personal pines de solapa con Virtus "el pecho cubierto por un pectoral blindado. Su portavoz, Brian Gottstein, dijo el pasador fue pagado por el comité de acción política de Cuccinelli, no con fondos de los contribuyentes.

## Legalidad
El Sello de Virginia, tal como se define en el Código de Virginia, § 1-500:
- El gran sello de la Mancomunidad de Virginia se compone de dos discos metálicos, dos y un cuarto de pulgadas de diámetro, con un borde ornamental una cuarta parte de una pulgada de ancho, con palabras y figuras grabadas al respecto como la voluntad, cuando se usa, producen impresiones que se describen a continuación: En el anverso, Virtus, el genio de la Mancomunidad, vestido como un Amazonas, apoyado sobre una lanza en su mano derecha, apuntando hacia abajo, tocando la tierra; y sosteniendo en su mano izquierda, una espada envainada, o parazonium, apuntando hacia arriba; la cabeza erguida y la cara vuelta hacia arriba; su pie izquierdo sobre la forma de tiranía representada por el postrado cuerpo de un hombre, con la cabeza a su izquierda, su corona caída cerca, una cadena rota en la mano izquierda, y un flagelo en la derecha. Por encima del grupo y dentro del borde conforme con la misma, estará la palabra "Virginia" y, en el espacio inferior, en una línea curva, estará el lema, "Sic semper tyrannis" ("Así siempre a los tiranos"). En el reverso, un grupo formado por Libertas, sosteniendo una varita mágica y píleo en su mano derecha; a su derecha, Aeternitas, con un globo y un fénix en su mano derecha; a la izquierda de Libertas, Ceres, con una cornucopia en la mano izquierda, y una espiga de trigo en su derecha; sobre este dispositivo, en una línea curva, la palabra "Perseverando".

Bajo la ley de Virginia, el Secretario de la Mancomunidad es el Guardián de los Sellos de la Mancomunidad.

## Sellos Gubernamentales de Virginia

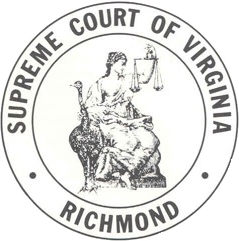
Sello de la Corte Suprema de Virginia
Sello de la Comisión de Corporaciones del Estado de Virginia
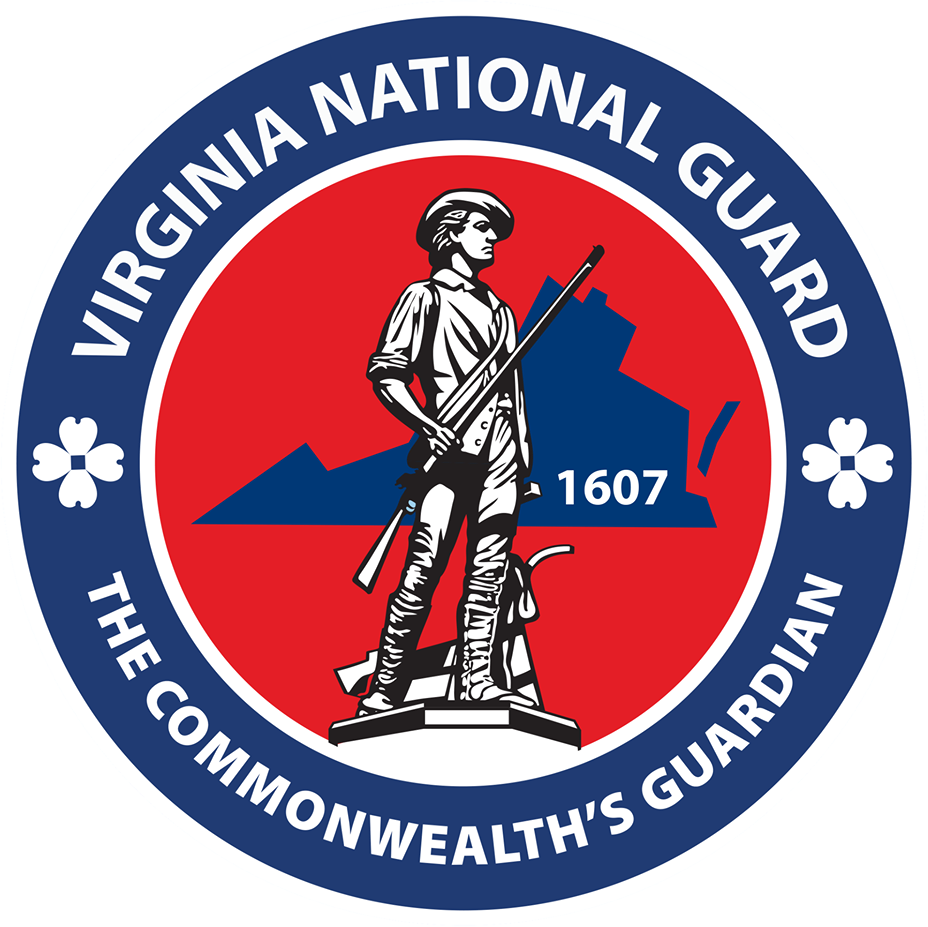
Sello de la Guardia Nacional de Virginia
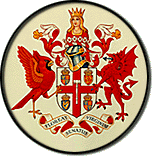
Sello del Senado de Virginia

## Evolución histórica del sello

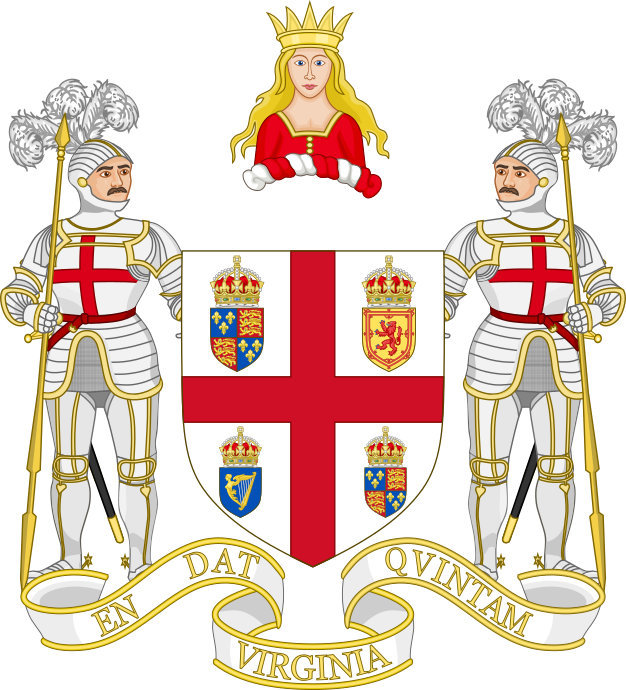
Escudo de armas de la Mancomunidad de Virginia (1607-1776)
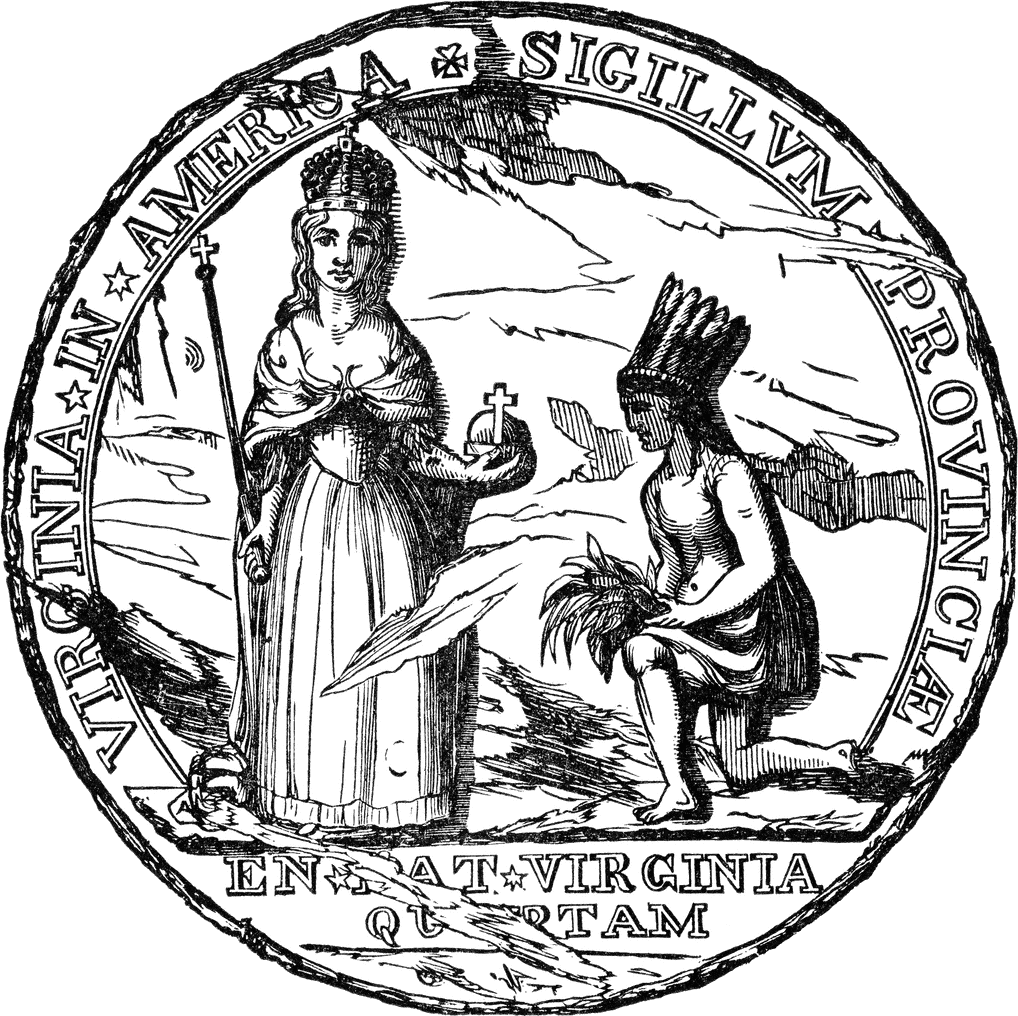
Sello de la Colonia de Virginia (1714)
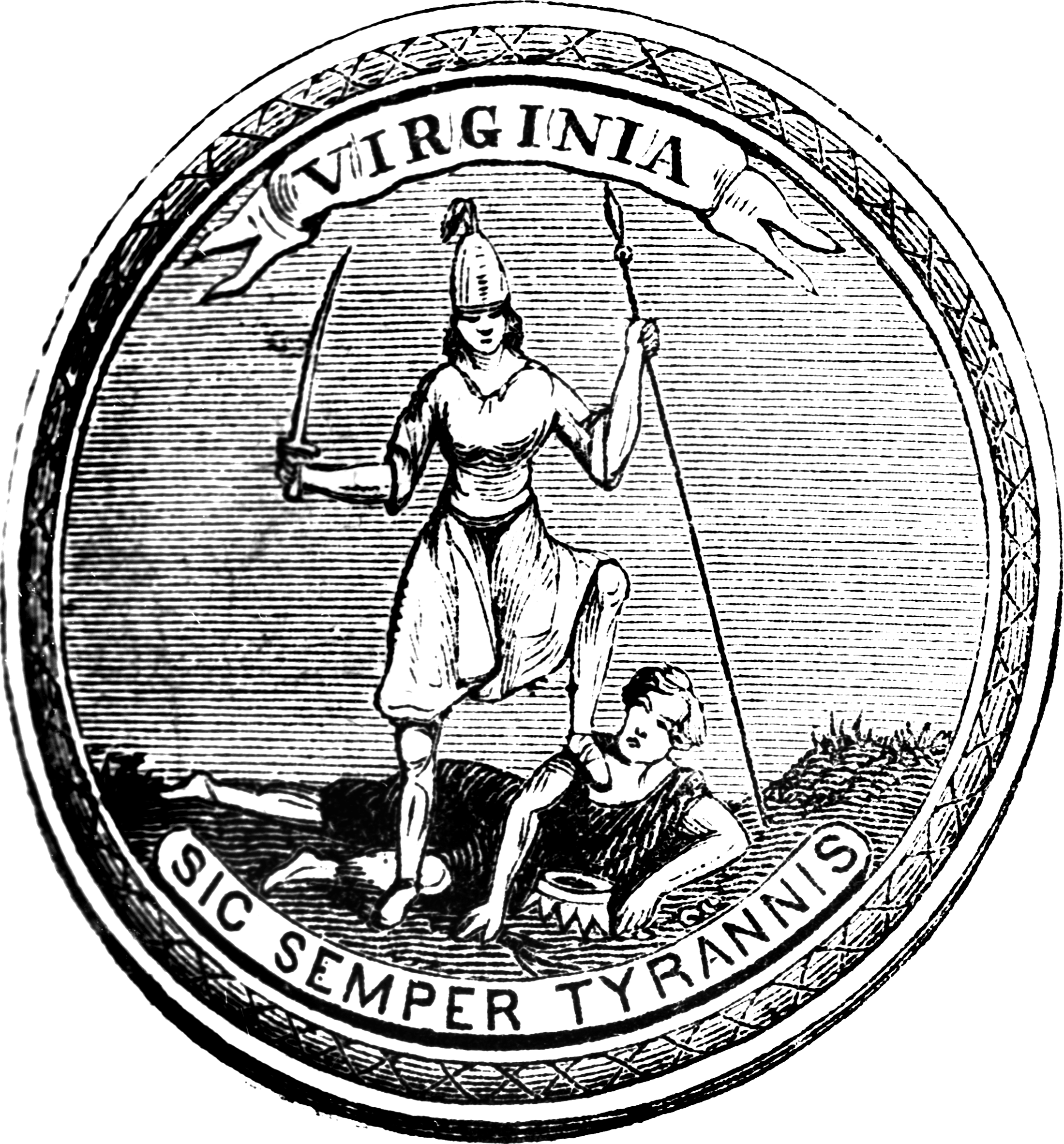
Anverso del Sello de Virginia (1851)
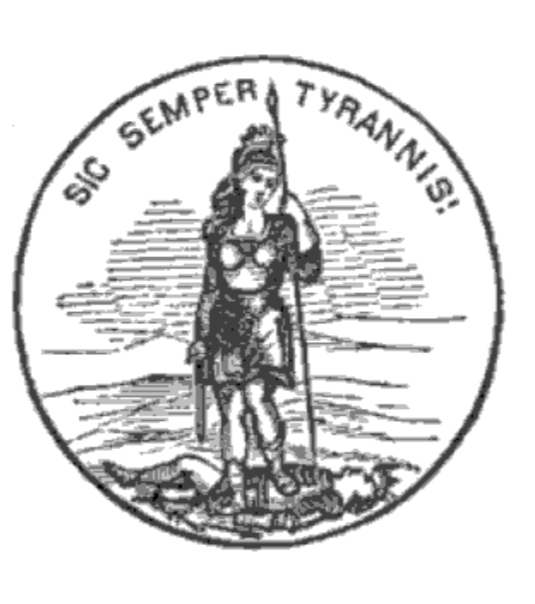
Sello Estatal de Virginia (1859)
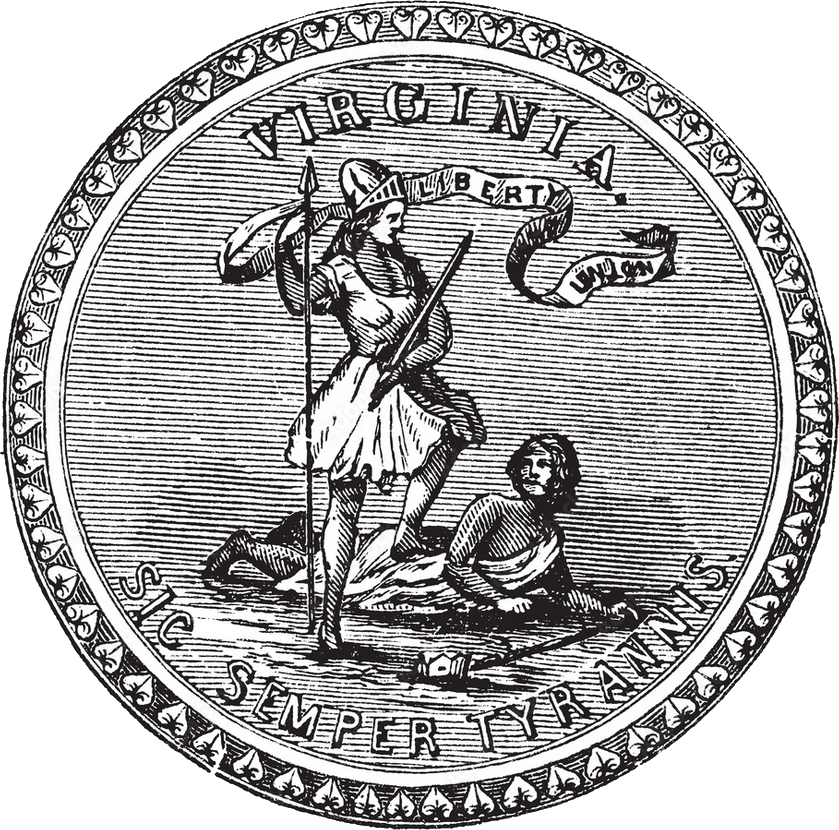
Sello de Virginia (1865-1873)
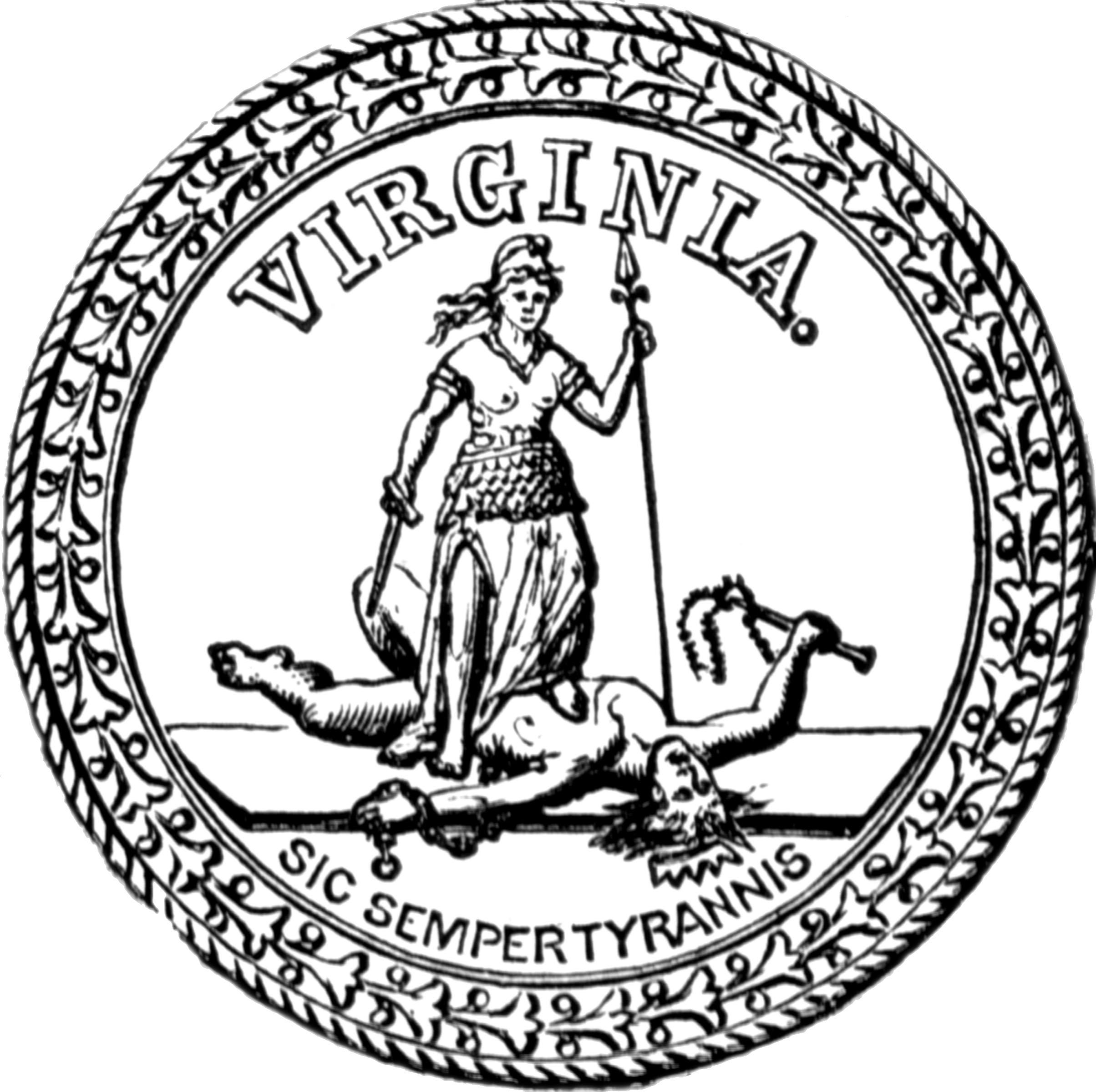
Anverso del Sello de Virginia (1875)
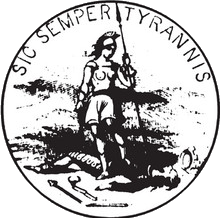
Anverso del Sello de Virginia (1876)
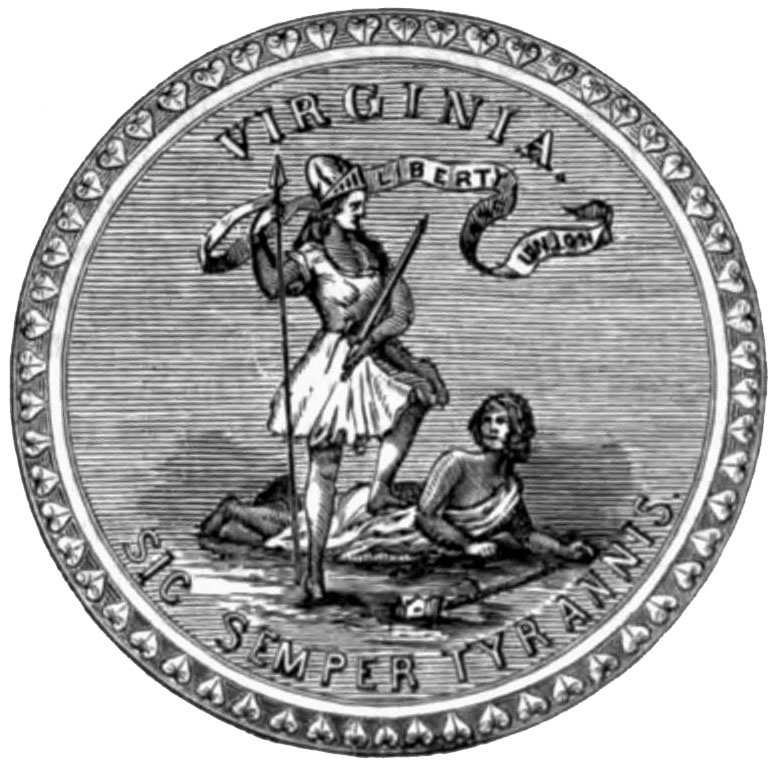
Anverso del Sello Estatal de Virginia (1879)
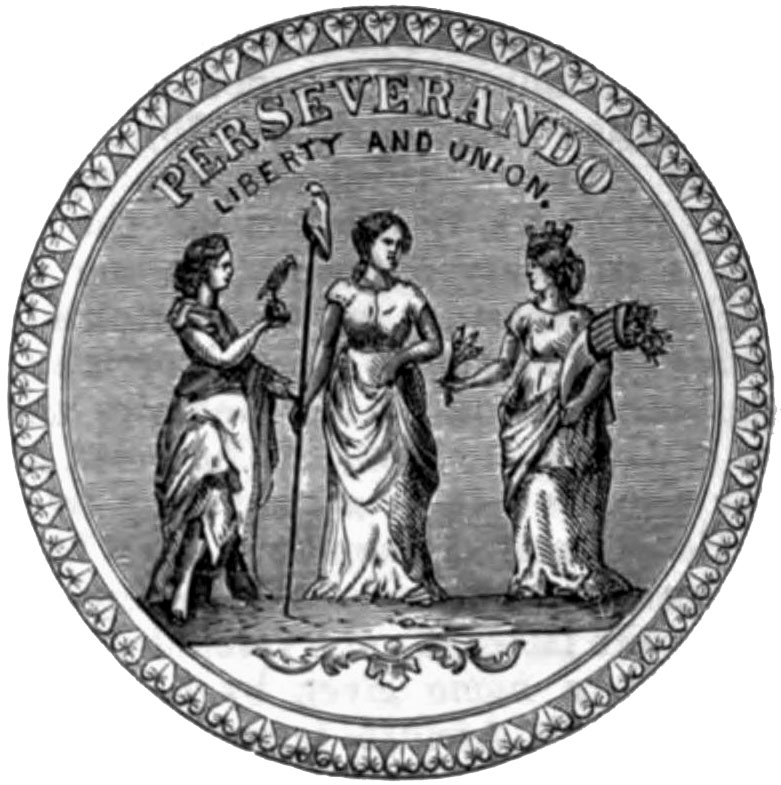
Reverso del Sello Estatal de Virginia (1879)
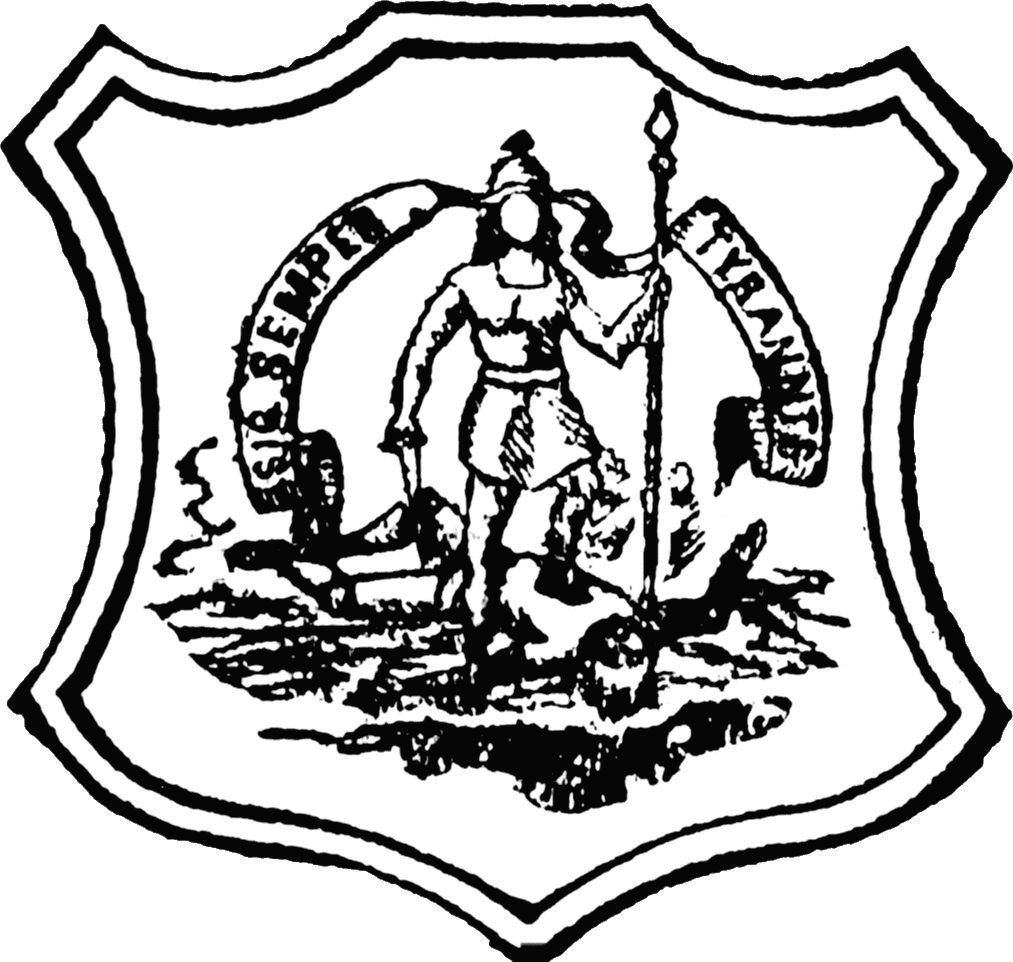
Sello Estatal de Virginia (1890)
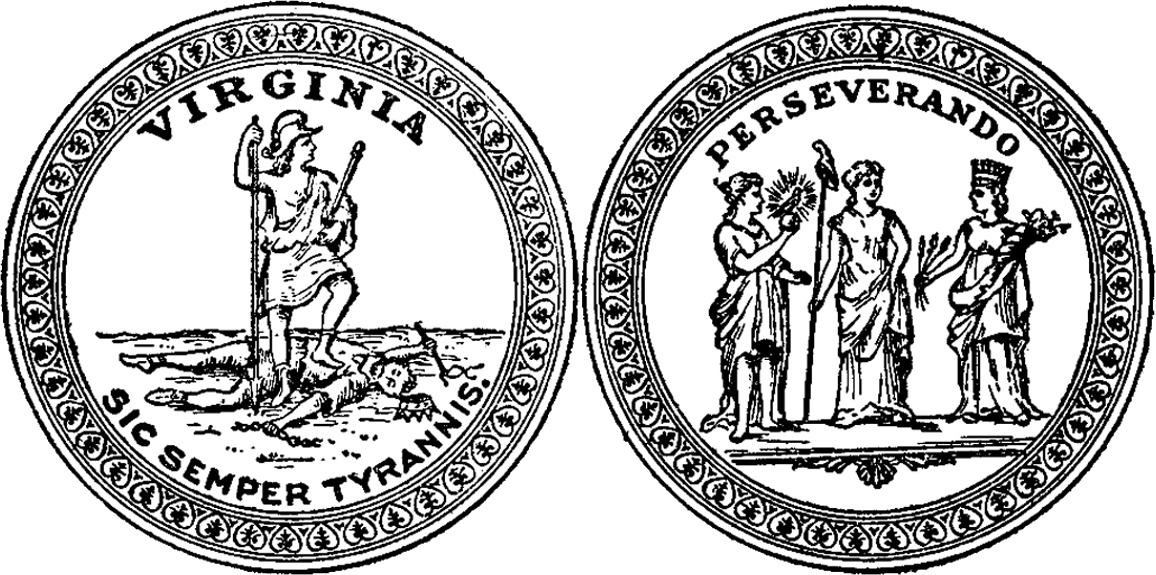
Anverso y Reverso del Sello Estatal de Virginia (1894)
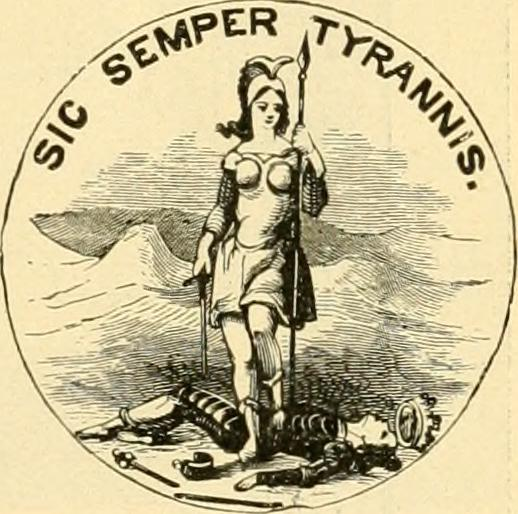
Sello Estatal de Virginia (1899)
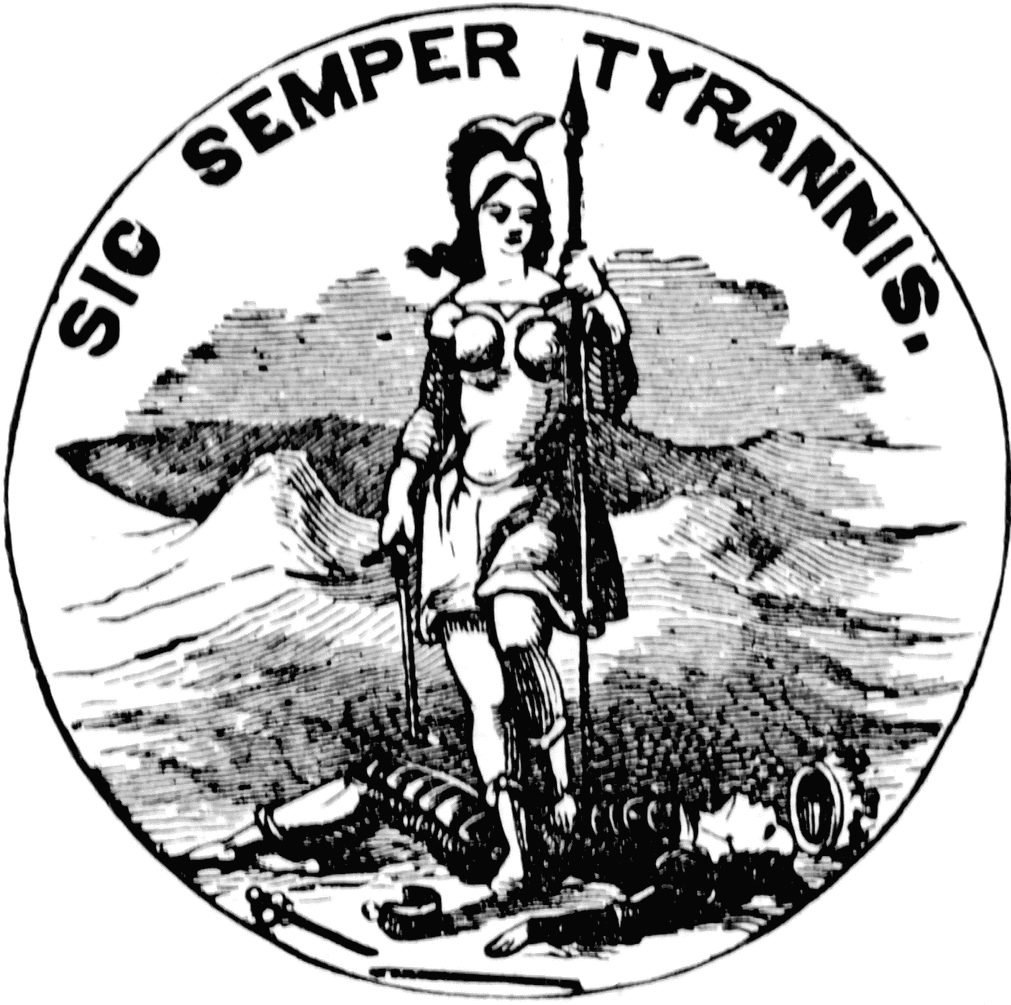
Anverso del Sello de Virginia (1904)

- Datos: Q155427